# Прва савезна лига Југославије у фудбалу 1969/70.

Прва савезна лига Југославије била је највиши ранг фудбалског такмичења у Југославији 1969/70 године и 42. сезона по реду у којој се организовало првенство у фудбалу. Трећи пут узастопно првак је постала Црвена звезда из Београда, освојивши своју десету шампионску титулу. Из лиге су испали скопски Вардар и Загреб.

## Учесници првенства
У фудбалском првенство Југославије у сезони 1969/70. је учествовало укупно 18 тимова, од којих су 7 из СР Србије, 5 из СР Босне и Херцеговине, 3 из СР Хрватске, и 2 из СР Словеније и 1 из СР Македоније.
- Бор
- Вардар, Скопље
- Вележ, Мостар
- Војводина, Нови Сад
- Динамо, Загреб
- Жељезничар, Сарајево
- Загреб
- Марибор
- Олимпија, Љубљана
- ОФК, Београд
- Партизан, Београд
- Раднички, Крагујевац
- Раднички, Ниш
- Сарајево
- Слобода, Тузла
- Хајдук, Сплит
- Црвена звезда, Београд
- Челик, Зеница

## Табела
| Место | Клуб            | мечева | победа | нерешених | пораза | дати голови | примљени голови | гол разлика | бодова  |
| ----- | --------------- | ------ | ------ | --------- | ------ | ----------- | --------------- | ----------- | ------- |
| 1     | Црвена звезда   | 34     | 20     | 6         | 8      | 67          | 37              | +30         | 46      |
| 2     | Партизан        | 34     | 16     | 12        | 6      | 47          | 27              | +20         | 44      |
| 3     | Вележ           | 34     | 17     | 9         | 8      | 64          | 44              | +20         | 43      |
| 4     | Жељезничар      | 34     | 17     | 9         | 8      | 52          | 33              | +19         | 43      |
| 5     | ОФК             | 34     | 13     | 12        | 9      | 53          | 32              | +21         | 38      |
| 6     | Динамо          | 34     | 13     | 12        | 9      | 47          | 42              | +5          | 38      |
| 7     | Хајдук          | 34     | 16     | 5         | 13     | 51          | 37              | +14         | 37      |
| 8     | Раднички Н.     | 34     | 14     | 9         | 11     | 36          | 33              | +3          | 37      |
| 9     | Слобода         | 34     | 11     | 13        | 10     | 35          | 34              | +1          | 35      |
| 10    | Марибор         | 34     | 13     | 7         | 14     | 40          | 51              | -11         | 33      |
| 11    | Војводина       | 34     | 11     | 10        | 13     | 38          | 42              | -4          | 32      |
| 12    | Сарајево        | 34     | 9      | 12        | 13     | 32          | 42              | -10         | 30      |
| 13    | Челик           | 34     | 10     | 10        | 14     | 35          | 48              | -13         | 30      |
| 14    | Бор             | 34     | 6      | 16        | 12     | 32          | 47              | -15         | 28      |
| 15    | Раднички К.     | 34     | 11     | 5         | 18     | 34          | 42              | -8          | 27      |
| 16    | Олимпија        | 34     | 13     | 4         | 17     | 43          | 52              | -9          | 27 (-3) |
| 17    | Вардар          | 34     | 9      | 8         | 17     | 25          | 46              | -21         | 26      |
| 18    | Загреб          | 34     | 4      | 7         | 23     | 22          | 64              | -42         | 15      |
| -     | Борац Бања Лука | -      | -      | -         | -      | -           | -               | -           | -       |
| -     | Црвенка         | -      | -      | -         | -      | -           | -               | -           | -       |

Најбољи стрелци лиге:
- Слободан Сантрач (ОФК) — 20 голова
- Душан Бајевић (Вележ) — 20 голова

## Освајач лиге
ЦРВЕНА ЗВЕЗДА (тренер: Миљан Миљанић)
играчи (мечева/голова):
- Ратомир Дујковић (33/0)
- Петар Кривокућа (21/2)
- Оља Петровић (1/0)
- Живорад Јевтић (14/2)
- Милован Ђорић (30/1)
- Сава Карапанџић (14/0)
- Мирослав Павловић (29/0)
- Кирил Дојчиновски (30/0)
- Бранко Кленковски (30/2)
- Зоран Антонијевић (34/3)
- Станислав Караси (31/10)
- Војин Лазаревић (26/12)
- Трифун Михајловић (18/8)
- Драган Џајић (30/13)
- Стеван Остојић (15/6)
- Јован Аћимовић (16/4)
- Светозар Андрејић (12/3)
- Бранко Радовић (1/0)
- Михаљ Кери (13/0)
- Милорад Ивковић (1/0)
- Слободан Шкрбић (4/0)
- Милован Митић (1/0)

| Првак Југославије у фудбалу 1969/70. |
| ------------------------------------ |
| Црвена звезда 10. титула             |